# Bruce Davidson
Bruce Davidson (* 5. září 1933, Oak Park, Illinois, USA) je americký fotograf a výrazná osobnost humanistické fotografie.

## Charakteristika
Bruce Davidsona vždy upoutávala osamělost, nespravedlnost a nesvoboda tohoto světa a proto si nejčastěji volil témata v nichž se lidé ocitají v mezních životních situacích. Fotografoval pochody za občanská práva, gang mladistvých v Brooklynu, životní úděl velšských horníků nebo příběh klauna Jimmyho. S fotoaparátem vstupoval do lidských osudů a přinášel bezprostřední svědectví.

## Život
Kouzlo fotografie objevil ve svých deseti letech. V šestnácti byla jeho práce poprvé oceněna prvním místem v celonárodní středoškolské soutěži. Vystudoval na institutu fotografie v Rochesteru a později na Yaleské univerzitě. Fotografie jeho závěrečné práce z roku 1955 byly publikovány v Life Magazine.
Po nástupu do armády se ocitl v Paříži, kde se setkal s Henrim Cartierem-Bressonem, jedním ze zakladatelů agentury Magnum Photos. Roku 1957 Davidson pracoval jako nezávislý fotograf pro časopis Life a o rok později se stal členem Magnum Photos. V roce 1962 získal grant od Guggenheim Fellowship, který využil k dokumentaci vztahující se k porušování občanských práv. Tyto práce byly později vystavovány v Muzeu moderního umění v New Yorku. Od roku 1966 pracoval na významném díle, kterým byla dokumentace newyorské černošské čtvrti Harlem, kde dva roky fotografoval obyvatele z jediného bloku Východní sté ulice. Po následující léta vytvářel další série fotografických dokumentů, kde se jako vždy, svými fotografiemi lidsky zpovídal.
Davidson je řazen k takzvané Newyorské škole fotografie, která s oblibou od 30. do 70. let dvacátého století využívala různé druhy neostrosti. Nebyla to instituce v pravém slova smyslu, ale šestnáct autorů (narozených od 1898–1934) žijících a tvořících v New York City. Jednalo se o fotografy, jejichž jména jsou dnes již legendami: Diane Arbusová, Alexey Brodovitch, Ted Croner, Robert Frank, Don Donaghy, Louis Faurer, Richard Avedon, Sid Grossmann, William Klein, Saul Liter, Leon Levinstein, Helen Levittová, Lisette Modelová, David Vestal a Weegee.

## Autorské publikace
- Bruce Davidson Photographs (Simon & Schuster 1979), kolekce dvacetileté práce, kde se odráží vývoj jeho tvorby od mladistvého věku, až po dospělost.
- Subway (Aperture 1986), soubor barevných fotografií dokumentujících život v newyorském metru.
- Central Park (Aperture 1995), fotografie krajiny, lidí, přírody v newyorském Centrálním parku v období čtyř let.
- Brooklyn Gang (Twins Palms 1998), kolekce fotografií zobrazujících život mladých lidí v brooklynském gangu.
- Portraits (Aperture 1999), sbírka snímků známých osobností.
- Time of Change, Civil Rights Photographs 1961–1965 (St. Ann’s Press 2002), soubor fotografií aktivit hnutí za občanská práva.
- East 100th Street (St. Ann’s Press 2003), obnovená publikace, která vyšla v roce 1970. Jsou zařazeny dosud nepublikované fotografie.

## Zastoupení ve sbírkách
- New York Historical Society, New York, USA
- National Gallery of Canada, Musée des Beaux-Arts du Canada, Ottawa, Kanada
- The Museum of Contemporary Photography (MoCP), Chicago, USA
- Los Angeles County Museum of Art (LACMA), Los Angeles, USA
- Center for Creative Photography, University of Arizona, Tucson, USA

## Ocenění
- 1949 – První cena Kodak National High School Competition
- 1962 – Guggenheimovo stipendium
- 1966 – National Endowment for the Arts Grant for Photography
- 1967 – The first grant for photography from the National Endowment for the Arts
- 1969 – Critics Award the American Film Festival (for Living off the Land)
- 1998 – Open Society Institute Individual Fellowship
- 2004 – Lucie Awards
- 2018 – Prix Leica Hall of Fame